# Kusa moči
Kusa moči (草餅), popřípadě jomogi moči (蓬餅), je japonská sladkost z moči a listů byliny jomogi, známého také jako japonský pelyněk (Artemisia princeps). Protože je pelyněk léčivka, považuje se i kusa moči za zdraví prospěšné.

## Etymologie
Slovní spojení kusa moči se dá přeložit jako bylinné moči, což věrně vystihuje podstatu této sladkosti.

## Příprava
Listy byliny se hnětením zapracovávají do moči, díky tomu má výsledná cukrovinka živě zelenou barvu, přičemž odstín se odvíjí od množství použitých listů. Výsledný koláček je obvykle kulatý, někdy čtvercový.

## Dějiny
Moči s příměsí bylin vyráběli Japonci od pradávna, ovšem původně používali protěž žlutobílou, která byla známá mezi obyčejnými lidmi jako bylina zvyšující plodnost. Nápad používat japonský pelyněk přejali od Číňanů. Ti vměšovali listy do rýžových koláčků, protože věřili, že vůně trávy má moc odehnat zlé duchy.
Písemné prameny z období Heian uvádějí, že šlechta jedla kusa moči během palácových sešlostí.
Během období Edo se začalo kusa moči připravovat jako pohoštění pro dívčí festival Hinamacuri. Důvodem, proč byla vybrána právě tato sladkost, byla živě zelená barva, která symbolizovala čerstvou zeleň a ta zase vitalitu. Dalším důvodem pak bylo pochopitelně i všeobecné vnímání kusa moči jako obecně prospěšného jídla, které přináší zdraví a dlouhověkost.

## Léčivá potravina
Myšlenka, že jídlo a zdraví spolu úzce souvisí, nebyla starým Japoncům cizí, na souostroví byla bylinná medicína vždy populární. Vlastní japonský pelyněk, hlavní přísada kusa moči, se v lékařství používá minimálně 2500 let. Lékaři po něm historicky sahali, aby ho použili jako hemostatikum, lék na průjem a k prevenci potratů.
I když se dnes už na všechny tyto záležitosti nepoužívá, obsahuje mnoho tělu prospěšných látek, například vitamín B1 a vitamín B2, chlorofyl a vlákninu (přičemž minimálně vláknina zlepšuje peristaltiku střev a může zlepšovat pacientův stav při průjmech), a je proto označován jako „královna bylin“.
Výzkum provedený v Hokkaido Tokachi Area Regional Food Processing Technology Center dokonce tvrdí, že japonský pelyněk zlepšuje průtok krve, protože napomáhá rozšiřování krevních cév a je tedy vhodný pro lidi se špatným krevním oběhem.

## Galerie

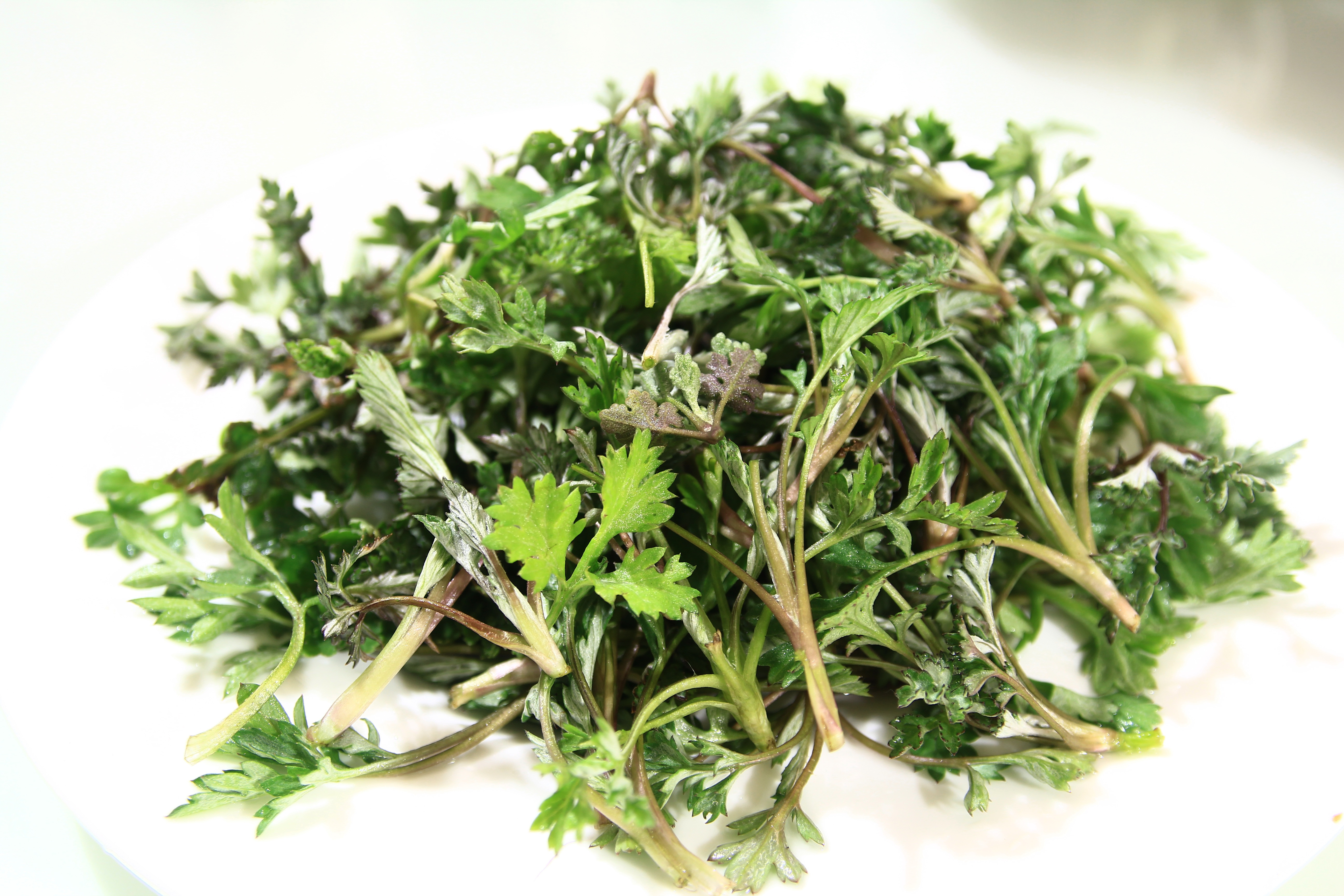
Listy japonského pelyňku
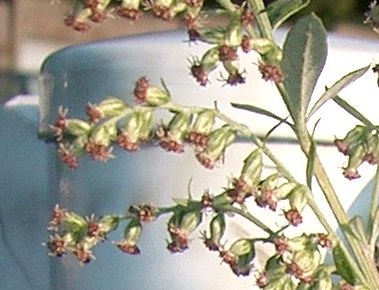
Květy japonského pelyňku
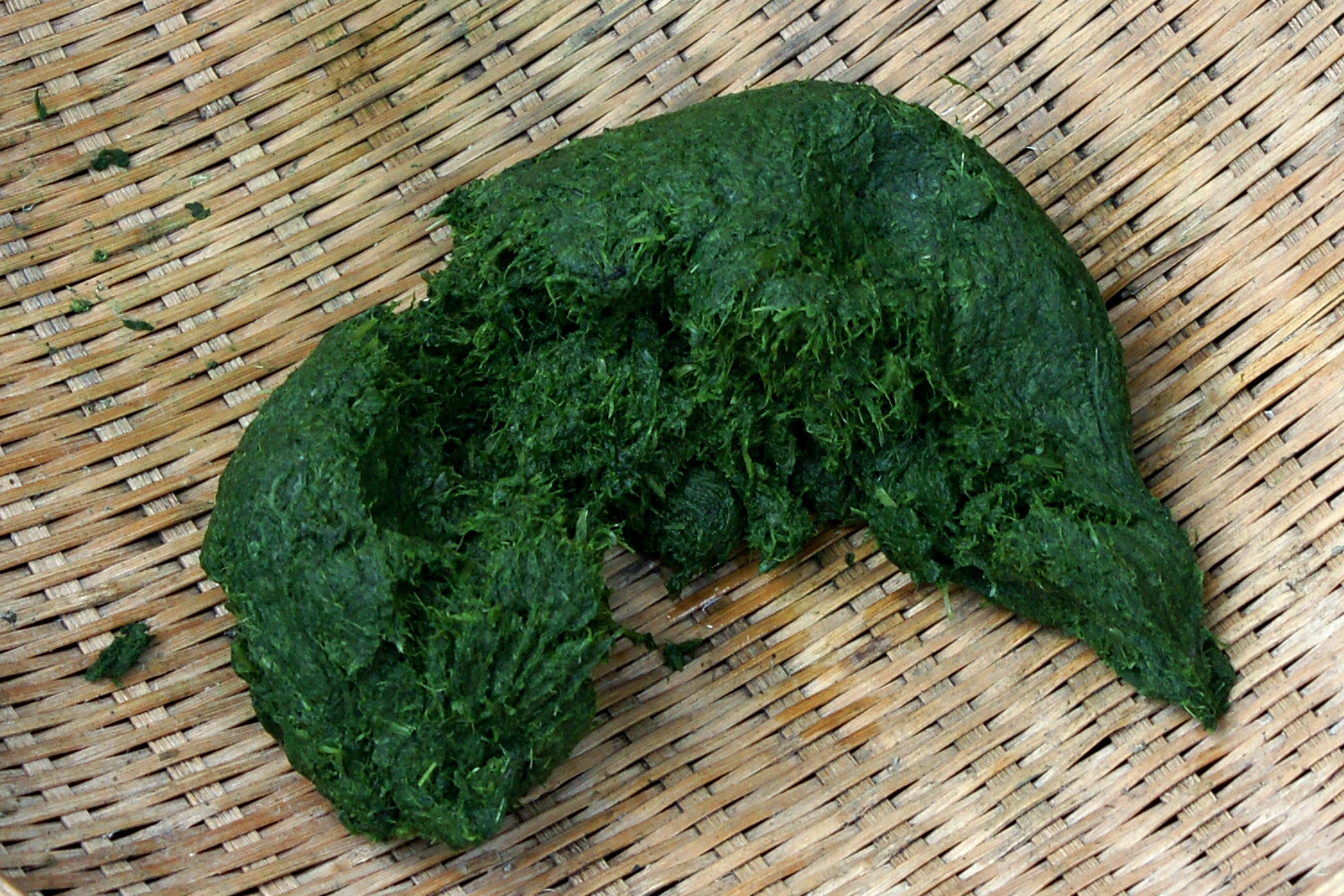
Dušený pelyněk před vhnětením do moči
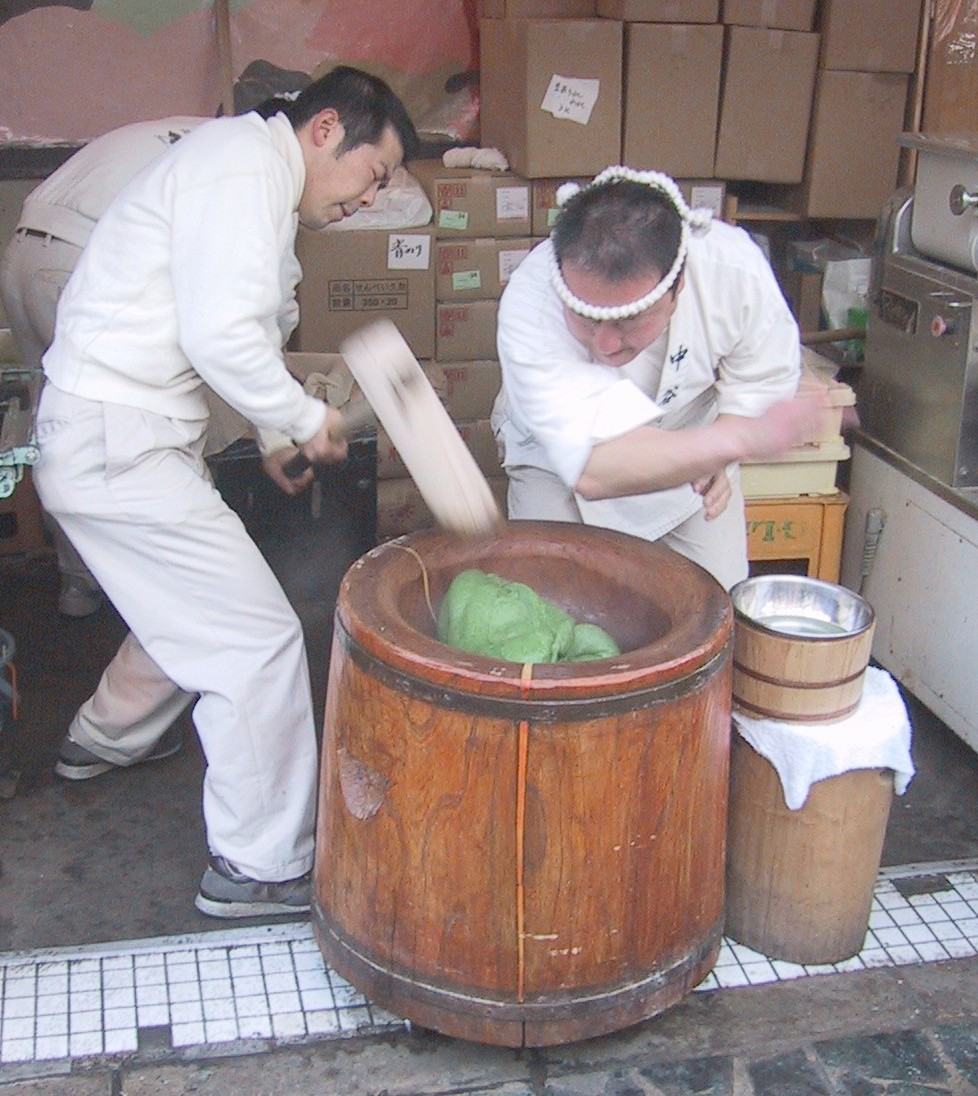
Výroba kusa moči
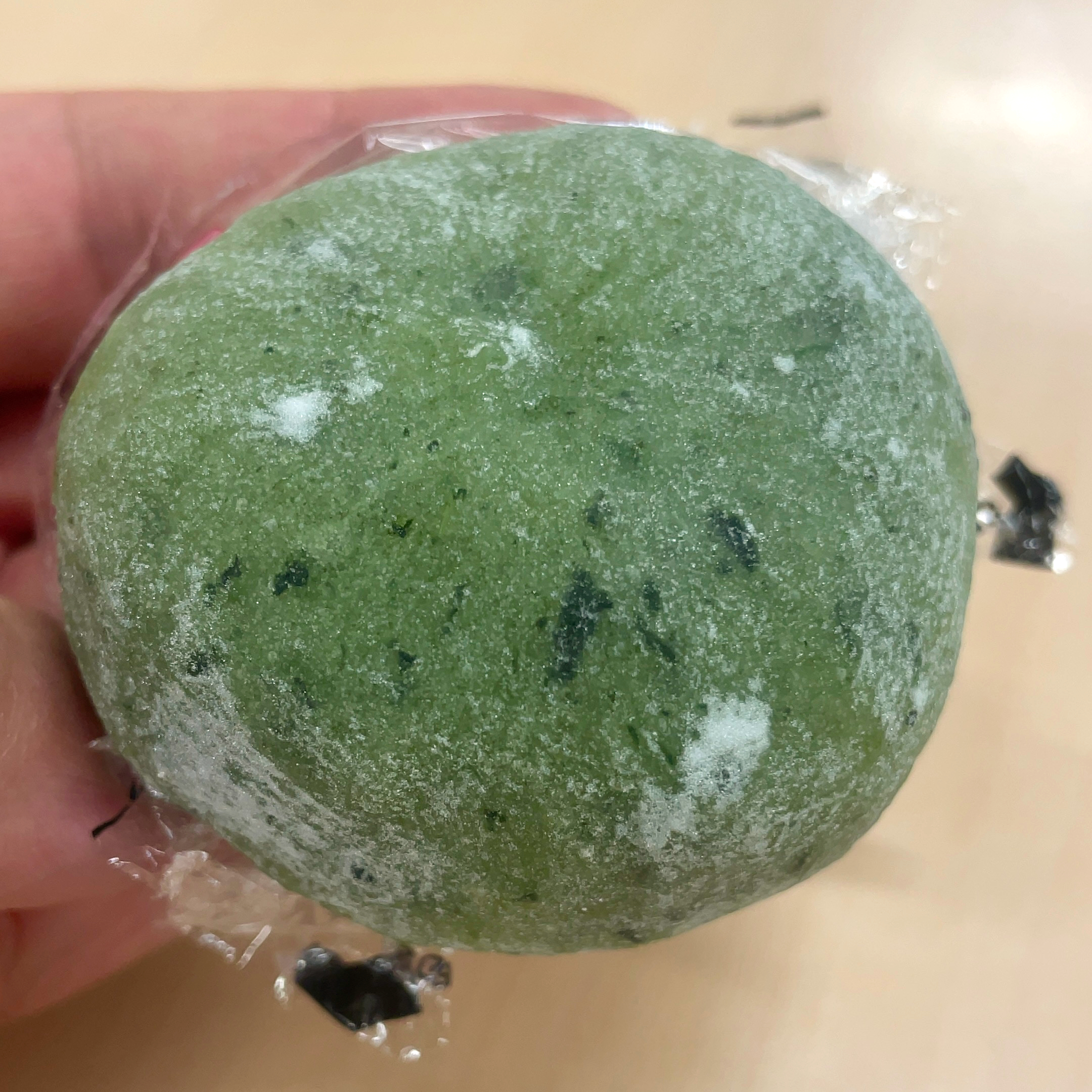
Kulaté kusa moči
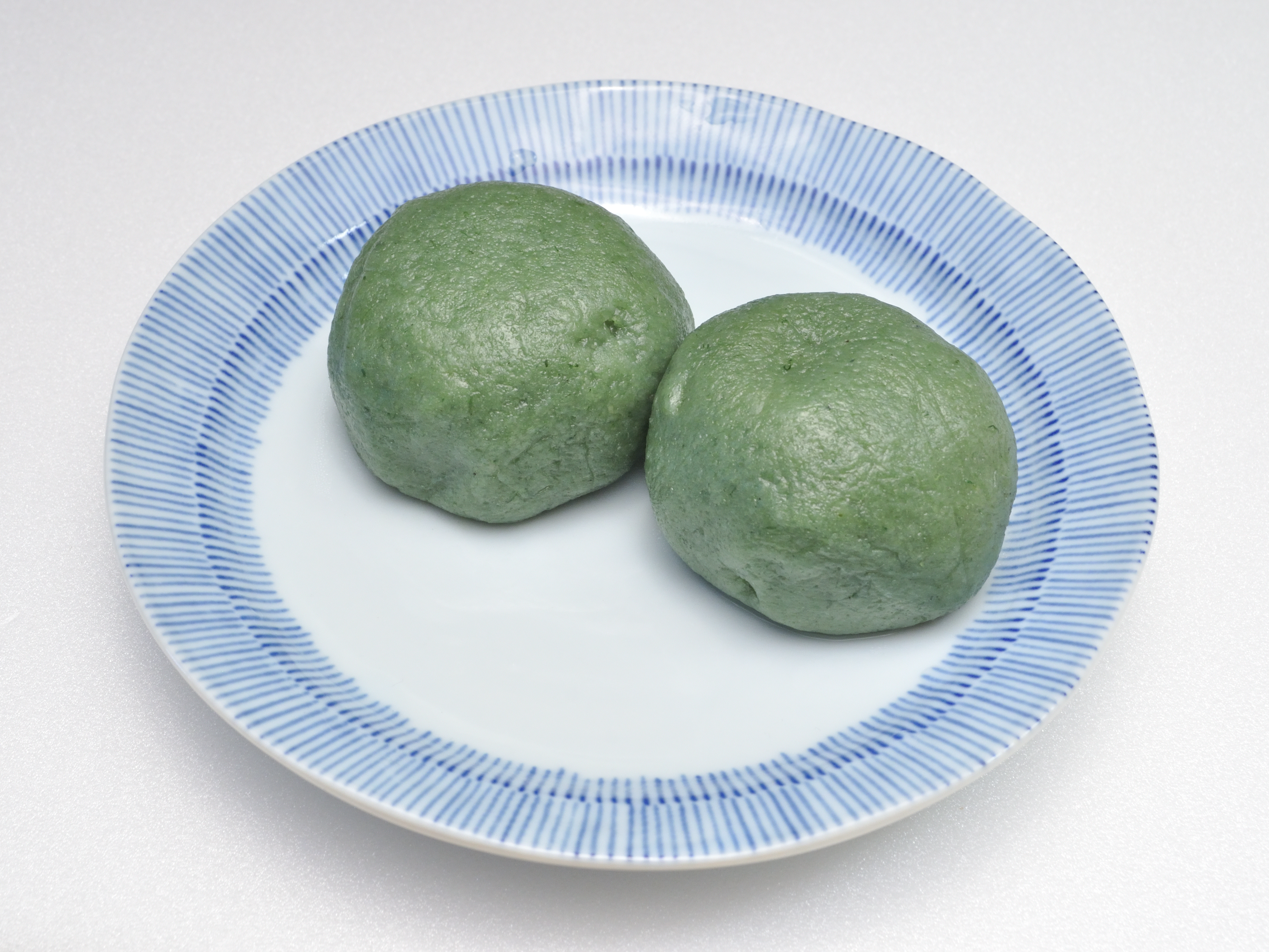
Kusa moči